# Oops!... I Did It Again Tour
Oops!... I Did It Again Tour fue la segunda gira musical de la cantante estadounidense Britney Spears, realizada para promover su segundo álbum de estudio, Oops!... I Did It Again (2000) y visitó Norteamérica, Europa y Brasil. Fue la primera vez que Spears realizó una gira fuera de Norteamérica. Fue anunciada en febrero de 2000, mientras que Spears se encontraba en medio de la gira Crazy 2K Tour. El escenario era mucho más elaborado que sus giras anteriores y presentaba pantallas de video, pirotecnia y plataformas móviles. El setlist estaba compuesto por canciones de sus dos primeros álbumes de estudio, ...Baby One More Time y Oops!... I Did It Again, así como algunas versiones. Showco fue la compañía de sonido, que utilizó el sistema PRISM para adaptar el espectáculo a cada lugar. Spears usó un micrófono de mano y un auricular durante los espectáculos, mientras que un ADAT se usó para reemplazar su voz durante las rutinas energéticas de baile.
El espectáculo consistió en cuatro segmentos, cada segmento seguido de un interludio al siguiente segmento, y terminó con un encore. El espectáculo comenzó con Spears descendiendo de un orbe gigante. La mayoría de las canciones mostraban rutinas de baile enérgicas con la excepción del segundo segmento, que presentaba principalmente baladas. El encore consistió en una actuación con pirotecnia. Oops!... I Did It Again Tour recibió opiniones positivas de los críticos, quienes elogiaron la energía de Spears en el escenario así como la banda. También fue un éxito comercial, las fechas reportadas por Billboard promediaron $507,786 en recaudación y casi 15,841 en asistencia, con un total de $43.6 millones y más de 1.4 millones de boletos y se convirtió en una de las giras más recaudadoras de 2000. Oops!... I Did It Again Tour fue transmitido por muchos canales de todo el mundo.

## Historia
Una presentación de Spears estaba prevista para llevarse a cabo en el Hollywood Bowl (Hollywood, California), una semana antes de que se reservara la locación para celebrar el Foro de Inglewood. Cuando en Morrison, Colorado una fecha fue cancelada debido a la celebración "Red Rocks Amphitheatre", inmediatamente lo mismo sucedió para el concierto en el Bowl, argumentando que los escenarios no eran lo suficientemente grandes como para llevar a cabo ambos espectáculos. De esta forma la gira de Spears fue trasladada a la Great Western Forum en Inglewood, California, durante dos noches. Los fanes que ya habían comprado los tickets para el concierto Bowl fueron trasladados al Great Western Forum para conseguir las entradas antes de que salieran a la venta al público. Aunque no hubo mucho tiempo para vender entradas, ambos programas se vendieron casi instantáneamente.
Tras el show de Spears en Columbus, Ohio, la cantante voló a Nueva York para los MTV Video Music Awards 2000, donde realizó una mezcla de "(I Can't Get No) Satisfaction" y "Oops!... I Did It Again", presentación que le valió a Spears controversia sobre su vestuario.
Este tour se caracterizó por tener un acercamiento a los asistentes, ya que algunos fueron seleccionados para conocer a Spears, mostrando en ella el cariño hacia el público.

### Escenario
El escenario donde se desarrolla el show consiste en una escalera central, más otras dos laterales, una pantalla central y dos plataformas laterales, las cuales pueden moverse por el escenario. La escalera central tiene la posibilidad de elevarse y mostrar un trono ocupado para las presentaciones del tour. Este escenario carecía de una pasarela como la mayoría de tours de la cantante, a excepción del Dream Within a Dream Tour y el Femme Fatale Tour.

### Canciones
El setlist estaba conformado por todos sus sencillos lanzados hasta entonces y además de 4 canciones no lanzadas como sencillos, las cuales son "What U See (Is What U Get)", "The Beat Goes On", "Don't Go Knokin' On My Door" y (I Can't Get No) Satisfaction. Algunas canciones se les adhirieron elementos, como ...Baby One More Time, la cual contiene fragmentos de "It's Britney Spears Baby". Crazy fue interpretada con elementos de género Rock y Born to Make You Happy mezclada con sonidos latinos.

### Sinopsis
La presentación comienza con un video que muestra a Britney, a continuación ella aparece detrás de una especie de esfera que desciende de los aires y comienza a interpretar (You Drive Me) Crazy e interactúa con el público vestida con un traje de estilo futurista. A continuación interpreta Stronger en medio de una compleja coreografía mientras la escalera principal se eleva. Después empieza a cantar "What U See (Is What U Get)" en una de las plataformas laterales mientras esta se mueve a través del escenario con un aspecto de vaquera moderna. Seguido habla con los asistentes y se sienta junto a su guitarrista para interpretar From the Bottom of My Broken Heart.
A continuación se realiza un interludio llamado " What Would You Do Meet Britney" el que consiste en elegir cuatro asistentes del concierto y ponerles un reto los cual los miembros de *NSYNC lo eligen para conocer a Britney, mientras el escenario se convierte en una gran habitación.
Spears aparece e interpreta Born to Make You Happy con un extracto con elementos de música latina. Seguido interpreta Lucky sentada en una cama, ella desaparece por un momento y vuelve a reaparecer vestida como la capitana de un barco. Ella vuelve a desaparecer y reaparece vestida de nuevo con un pijama e interpreta Sometimes. A continuación se pone un traje similar al ocupado en su video de Lucky y aparece en lo alto de la escalera principal y comienza a interpretar Don't Let Me Be the Last to Know.
Como acto siguiente sigue el interludio de la banda.
Después de esto, Spears aparece en la base de la escalera principal para interpretar "The Beat Goes On" vestida con un kimono y es elevada al mismo tiempo que la escalera principal para luego interpretar "Don't Go Knockin' On My Door" con sus bailarines alrededor de 5 puertas. Después se sienta en un trono y empieza a cantar (I Can't Get No) Satisfaction.
Luego se realiza un interludio en el que un solo bailarín sale al escenario.
Luego Britney, aparece en un sentada en un pupitre e interpreta ...Baby One More Time, en el cual se arranca su traje de colegiada y se deja ver con una minifalda y una camiseta desgarrada mientras cae confeti del techo y agradece al público por su asistencia. Luego se muestro un video interludio para dar paso a la interpretación de Oops!... I Did It Again en la cual se sube a una pequeña plataforma circular que se eleva. Hacia el final de la canción baja de la escalera principal y termina el show.

## Recepción
El espectáculo recibió críticas generalmente positivas de los críticos. Andrew Miller, de The Pitch, declaró "[el concierto] en Sandstone demostró que muchas de las críticas [de Spears] son observaciones fuera de la base de personas que nunca han asistido a uno de los espectáculos de estas estrellas. La música vino de una banda talentosa, no una DAT, y las líneas de bajo de canciones como "... Baby One More Time" y "The Beat Goes On" se convirtieron en un gruñido funky en el escenario en vivo. Por otra parte, la voz de Spears era la verdadera, mientras cantaba en un tono seductoramente bajo pero [...] hábilmente tocó las notas altas, sin embargo, [...] dejó los deberes de la octava superior a sus cantantes de fondo [...] durante las rutinas de baile más extenuantes de Spears ". Richard Leiby, de The Washington Post, creía que el espectáculo "fue genial".Dan Aquilante, del New York Post, dijo que Spears "parecía estar disfrutando tanto del espectáculo como de sus fanáticos. Tal vez fue el sombrero de vaquero tipo Mariah que se puso en su noggin o posiblemente el palo de stripper prestado del armario de accesorios de Madonna, [. ..] Spears estaba en su elemento y tenía una pelota ".Letta Tayler, de Newsday, dijo: "Durante la mitad del programa, ella siguió siendo la vieja Britney, la adolescente en ciernes que soñaba con el romance. Pero el resto del tiempo, fue una burla a toda marcha, con la ropa rociada, una tela dura". actitud y una ventaja más fuerte para su pop revestido de techno y hip-hop para combinar ".
Jon Pareles, de The New York Times, declaró: "Lo que se obtiene de este cantante de 18 años es una gran sonrisa, una pequeña voz, un arrebato de sinceridad, rutinas de baile trabajadoras, publicidad descarada y la determinación de jugar en ambos lados de la pubescencia para todos". valen ".Jim Farber, del New York Daily News, comentó que "A pesar de estos fragmentos picantes, el núcleo del concierto de Britney se vio afectado por la familiaridad y la calidad de los espectáculos juveniles de estos días. Las luces de bengala, las explosiones y los bailarines voladores obligatorios se ajustaban a la complejidad del entretenimiento en los parques temáticos. ". Los precios de las entradas se fijaron en $ 32 en América del Norte. Las fechas informadas promediaron $ 507,786 en ingresos brutos y 15,841 en asistencia. Susanne Ault de Billboard también informó que muchos de los espectáculos se agotaron en un día. La gira tuvo un total bruto de $ 43.6 millones. Se convirtió en la décima gira más taquillera del año en América del Norte, así como la segunda gira más taquillera de un artista solista, solo detrás de la gira Twenty Four Seven de Tina Turner. Roger Moore, del Orlando Sentinel, analizó a Spears para emular "una gran parte del antiguo concierto de Janet Jackson y lo limpió para un público más joven", y observó que la coreografía se asemeja a la "precisión de Rhythm Nation".

## Emisiones
Ningún DVD oficial ha sido lanzado, pero hay tres transmisiones que se realizaron. La primera se llamó There's No Place Like Home, grabada el 20 de septiembre de 2000 en el Louisiana Superdome en Nueva Orleans, la cual fue transmitida por la cadena Fox en noviembre del mismo año. La segunda fue grabada en el Wembley Arena en Londres y transmitida por Sky1. La última fue una parada extra que realizó Spears en Río de Janeiro como parte del festival Rock in Rio, la cual fue transmitida por la cadena brasileña Multishow Belém.

## Teloneros
Solamente en Norteamérica:
- BBMak
- Innosense
- No Authority
- Mikaila
- C-Note
- A*Teens
- Nobody's Angel
- 2Gether
- Aaron Carter
- Josh Keaton
- Sister 2 Sister
- PYT
- Don Phillips

## Lista de canciones
| Lista de canciones |
| --- |
| 1. "The Britney Spears Experience" (Introducción) 2. (You Drive Me) Crazy 3. Stronger 4. What U See (Is What You Get) 5. From the Bottom of My Broken Heart 6. "What Would You Do to Meet Britney?" (Interludio) 7. Born to Make You Happy 8. Lucky 9. Sometimes 10. Don't Let Me Be the Last to Know 11. "Meet The Band" (Interludio) 12. The Beat Goes On 13. Don't Go Knockin' on My Door 14. (I Can't Get No) Satisfaction 15. "Meet The Dancers"(Interludio) 16. ...Baby One More Time 17. "The Britney Spears Experience II" (Interludio) 18. Oops!... I Did It Again |

## Fechas de la gira
| Norteamérica             |                    |                |                                             |
| 20 de junio de 2000      | Columbia           | Estados Unidos | Merriweather Post Pavilion                  |
| 21 de junio de 2000      | Hartford           | Estados Unidos | Meadows Music Theatre                       |
| 23 de junio de 2000      | Darien Center      | Estados Unidos | Darien Lake Performing Arts Center          |
| 24 de junio de 2000      | Hershey            | Estados Unidos | Star Pavilion                               |
| 25 de junio de 2000      | Scranton           | Estados Unidos | Coors Light Amphitheatre                    |
| 27 de junio de 2000      | Wantagh            | Estados Unidos | Jones Beach Theater                         |
| 28 de junio de 2000      | Wantagh            | Estados Unidos | Jones Beach Theater                         |
| 29 de junio de 2000      | Wantagh            | Estados Unidos | Jones Beach Theater                         |
| 30 de junio de 2000      | Wantagh            | Estados Unidos | Jones Beach Theater                         |
| 2 de julio de 2000       | Holmdel            | Estados Unidos | PNC Bank Arts Center                        |
| 3 de julio de 2000       | Holmdel            | Estados Unidos | PNC Bank Arts Center                        |
| 4 de julio de 2000       | Bristow            | Estados Unidos | Nissan Pavilion                             |
| 5 de julio de 2000       | Camden             | Estados Unidos | Blockbuster-Sony Music Entertainment Centre |
| 7 de julio de 2000       | Tinley Park        | Estados Unidos | World Music Theater                         |
| 8 de julio de 2000       | Milwaukee          | Estados Unidos | Marcus Amphitheatre                         |
| 9 de julio de 2000       | Clarkston          | Estados Unidos | Pine Knob Music Theatre                     |
| 10 de julio de 2000      | Clarkston          | Estados Unidos | Pine Knob Music Theatre                     |
| 16 de julio de 2000      | Maryland Heights   | Estados Unidos | Riverport Amphitheatre                      |
| 17 de julio de 2000      | Bonner Springs     | Estados Unidos | Sandstone Amphitheater                      |
| 19 de julio de 2000      | Dallas             | Estados Unidos | Starplex Amphitheatre                       |
| 20 de julio de 2000      | San Antonio        | Estados Unidos | Alamodome                                   |
| 21 de julio de 2000      | The Woodlands      | Estados Unidos | Cynthia Woods Mitchell Pavilion             |
| 22 de julio de 2000      | The Woodlands      | Estados Unidos | Cynthia Woods Mitchell Pavilion             |
| 27 de julio de 2000      | Albuquerque        | Estados Unidos | Mesa del Sol                                |
| 28 de julio de 2000      | Phoenix            | Estados Unidos | Blockbuster Desert Sky Pavilion             |
| 29 de julio de 2000      | Irvine             | Estados Unidos | Verizon Wireless Amphitheatre               |
| 30 de julio de 2000      | Inglewood          | Estados Unidos | Great Western Forum                         |
| 31 de julio de 2000      | Inglewood          | Estados Unidos | Great Western Forum                         |
| 1 de agosto de 2000      | Concord            | Estados Unidos | Concord Pavilion                            |
| 3 de agosto de 2000      | San Diego          | Estados Unidos | San Diego Sports Arena                      |
| 4 de agosto de 2000      | Las Vegas          | Estados Unidos | MGM Grand Garden Arena                      |
| 5 de agosto de 2000      | San Bernardino     | Estados Unidos | Blockbuster Pavilion                        |
| 6 de agosto de 2000      | Wheatland          | Estados Unidos | Sacramento Valley Amphitheatre              |
| 8 de agosto de 2000      | Mountain View      | Estados Unidos | Shoreline Amphitheatre                      |
| 10 de agosto de 2000     | Portland           | Estados Unidos | Rose Garden Arena                           |
| 11 de agosto de 2000     | George             | Estados Unidos | The Gorge Amphitheatre                      |
| 12 de agosto de 2000     | Vancouver          | Canadá         | General Motors Place                        |
| 14 de agosto de 2000     | Salt Lake City     | Estados Unidos | Delta Center                                |
| 21 de agosto de 2000     | Burgettstown       | Estados Unidos | Post-Gazette Pavilion                       |
| 22 de agosto de 2000     | Toronto            | Canadá         | Molson Canadian Amphitheatre                |
| 23 de agosto de 2000     | Montreal           | Canadá         | Bell Centre                                 |
| 24 de agosto de 2000     | Syracuse           | Estados Unidos | Empire Expo Center                          |
| 25 de agosto de 2000     | Atlantic City      | Estados Unidos | Trump Taj Mahal                             |
| 28 de agosto de 2000     | Mansfield          | Estados Unidos | Tweeter Center                              |
| 30 de agosto de 2000     | Saratoga Springs   | Estados Unidos | Saratoga Performing Arts Center             |
| 31 de agosto de 2000     | Cleveland          | Estados Unidos | Gund Arena                                  |
| 1 de septiembre de 2000  | Knoxville          | Estados Unidos | Thompson-Boling Arena                       |
| 2 de septiembre de 2000  | Noblesville        | Estados Unidos | Deer Creek Music Center                     |
| 3 de septiembre de 2000  | Columbus           | Estados Unidos | Polaris Amphitheater                        |
| 9 de septiembre de 2000  | Orlando            | Estados Unidos | TD Waterhouse Centre                        |
| 10 de septiembre de 2000 | West Palm Beach    | Estados Unidos | Coral Sky Amphitheatre                      |
| 12 de septiembre de 2000 | Raleigh            | Estados Unidos | Alltel Pavilion at Walnut Creek             |
| 13 de septiembre de 2000 | Charlotte          | Estados Unidos | Blockbuster Pavilion                        |
| 14 de septiembre de 2000 | Virginia Beach     | Estados Unidos | GTE Virginia Beach Amphitheatre             |
| 15 de septiembre de 2000 | Burgettstown       | Estados Unidos | Post-Gazette Pavilion                       |
| 17 de septiembre de 2000 | Nashville          | Estados Unidos | AmSouth Amphitheatre                        |
| 18 de septiembre de 2000 | Atlanta            | Estados Unidos | Coca-Cola Lakewood Amphitheatre             |
| 20 de septiembre de 2000 | Nueva Orleans      | Estados Unidos | Louisiana Superdome                         |
| Europa                   |                    |                |                                             |
| 10 de octubre de 2000    | Londres            | Reino Unido    | Wembley Arena                               |
| 11 de octubre de 2000    | Londres            | Reino Unido    | Wembley Arena                               |
| 12 de octubre de 2000    | Londres            | Reino Unido    | Wembley Arena                               |
| 13 de octubre de 2000    | Mánchester         | Reino Unido    | Manchester Evening News Arena               |
| 14 de octubre de 2000    | Mánchester         | Reino Unido    | Manchester Evening News Arena               |
| 17 de octubre de 2000    | Bremen             | Alemania       | Stadthalle Bremen                           |
| 18 de octubre de 2000    | Gante              | Bélgica        | Flanders Expo                               |
| 19 de octubre de 2000    | Dortmund           | Alemania       | Westfalenhalle                              |
| 20 de octubre de 2000    | Stuttgart          | Alemania       | Schleyerhalle                               |
| 22 de octubre de 2000    | Barcelona          | España         | Palau Sant Jordi                            |
| 24 de octubre de 2000    | Milán              | Italia         | Fila Forum                                  |
| 25 de octubre de 2000    | Zúrich             | Suiza          | Hallenstadion                               |
| 26 de octubre de 2000    | Múnich             | Alemania       | Olympiahalle                                |
| 28 de octubre de 2000    | Kiel               | Alemania       | Ostseehalle                                 |
| 29 de octubre de 2000    | Berlín             | Alemania       | Velodrom                                    |
| 30 de octubre de 2000    | Hannover           | Alemania       | Preussag Arena                              |
| 1 de noviembre de 2000   | Leipzig            | Alemania       | Mesehalle                                   |
| 2 de noviembre de 2000   | Fráncfort del Meno | Alemania       | Festhalle                                   |
| 4 de noviembre de 2000   | Arnhem             | Países Bajos   | Gelredome                                   |
| 7 de noviembre de 2000   | Gothenburg         | Suecia         | Scandinavium                                |
| 8 de noviembre de 2000   | Oslo               | Noruega        | Oslo Spektrum                               |
| 9 de noviembre de 2000   | Estocolmo          | Suecia         | Stockholm Globe Arena                       |
| 10 de noviembre de 2000  | Copenhague         | Dinamarca      | Valby-Hallen                                |
| 13 de noviembre de 2000  | Colonia            | Alemania       | Kölnarena                                   |
| 14 de noviembre de 2000  | París              | Francia        | Zénith Paris                                |
| 15 de noviembre de 2000  | Londres            | Reino Unido    | London Arena                                |
| 16 de noviembre de 2000  | Londres            | Reino Unido    | London Arena                                |
| 20 de noviembre de 2000  | Birmingham         | Reino Unido    | National Exhibition Centre                  |
| 21 de noviembre de 2000  | Birmingham         | Reino Unido    | National Exhibition Centre                  |
| Sudamérica               |                    |                |                                             |
| 18 de enero de 2001      | Río de Janeiro     | Brasil         | City of Rock                                |

## Curiosidades
- En la performance de Oops!... I Did It Again, Spears era elevada del escenario mientras que en las pantallas se mostraba fuego. Esta idea fue llevada para la gira The Circus Starring: Britney Spears, la cual también fue dirigida por Jamie King, pero esta vez para la interpretación de I'm a Slave 4 U y la plataforma es diferente debido a que el escenario también lo es.
- El diseño del escenario, con escaleras laterales y una pantalla central, fue idea para crear el escenario del Femme Fatale Tour, de Spears, que arrancó en el año 2011.
- La sección donde se interpretan Born to Make You Happy, Lucky y Sometimes fue inspiración para crear el medley con las mismas canciones y el mismo orden del Dream Within a Dream Tour.
- Antes de interpretar Oops! I Did It Again, las pantallas muestran un "ACCESS DENIED", esta idea fue llevada para así también finalizar el The Onyx Hotel Tour.
- También cuando canta "The Beat Goes On", la forma en que es elevada fue idea para la presentación de "Shadow" del The Onyx Hotel Tour y el kimono para boceto del que lleva puesto en la interpretación de Toxic en el Femme Fatale Tour.

- Datos: Q1141112